# Stillinge Strand
Stillinge Strand – miasto w Danii, w regionie Zelandia, w gminie Slagelse.